# Sam Van Houcke
Sam Van Houcke (Gent, 1983) is een Belgische chef-kok. Hij is zaakvoerder van gastronomisch Restaurant MASTE in Gent, dat zijn deuren sloot in 2023.
Als chef heeft hij een voorliefde voor de Scandinavische keuken.

## Biografie
Van Houcke is afkomstig uit Zomergem (nu Lievegem) en volgde zijn opleiding bij Ter Groene Poorte in Brugge. Hij volgde er naast zijn algemene keukenopleiding een specialisatiejaar fijnkeuken. Daarna volgde hij nog een 2de specialisatiejaar aan Hotelschool Gent namelijk patisserie.

## Carrière
Na zijn opleiding werkte Van Houcke in zaken zoals The Paddock (1 Michelin ster), Restaurant Bristol (Knokke-Heist), Brasserie Stadius (Gent), Brasserie Yanks (Gent) en werkte hij als Chef op cruises bij Continental Waterways. In november 2012 won hij Eerste kok van België van de gastronomische club Prosper Montagné en startte de zoektocht naar een eigen zaak. In 2013 werd hij eigenaar van BV MASTE en nam hij restaurant Onder de toren in Hansbeke over, waar hij reeds 6 jaar als sous-chef werkte. In 2019 opende hij Restaurant MASTE in Gent op de Tondeliersite. 
Van Houcke valt af en toe eens in als vervangend praktijkleerkracht op Hotelschool Ter Groene Poorte in Brugge.

### Verenigingen
- 2013–2017: lid van Jeunes Restaurateurs d'Europe Belgium.
- 2016–2017: Vice voorzitter Nationale tak JRE
- 2014–2018: Jong keukengeweld
- 2015–2017: Flemish Kitchen Rebel, verschillende buitenlandse opdrachten in het kader van Toerisme Vlaanderen
- sinds 2018: Lid van The Mastercooks of Belgium. Afdeling The Young Masters

### Buitenlandse stages
- Restaurant Kadeau*, Bornholm (2017)
- Restaurant Kadeau**, Copenhagen (2018)
- Restaurant Geranium***, Copenhagen (2020)

## Prijzen & palmares
- 3de plaats ‘Eerste kok van België 2012’ , Prosper Montagné
- 1ste plaats ‘Eerste kok van België 2013’ , Prosper Montagné
- Finalist ‘Viskok van het jaar 2014 en 2016’, North Sea Chefs
- Great Belgian Beer Dinner 2013 - 2014- 2015
- Lid van de ‘Jeunes Restaurateurs d’Europe ( 2014- 2017 )
- Voorzitter Vlaanderen Jeunes Restaurateurs d’Europe
- Jong Keukengeweld 2014 – 2015 – 2016 – 2017- 2018
- Flanders Kitchen Rebel 2015 – 2016 - 2017
- Organisator JRE Cooking Cup 2015 – 2016 - 2017
- 1ste plaats ‘Ster van de Belgische keuken 2015’, The Mastercooks of Belgium
- San Pelligrino Young Talent 2015 – 2016
- Finalist “Ster der Sterren” Mastercooks 2017 ( leverde een plaats op in het Belgische team voor de international Global World Chefs Challenge )
- 1ste plaats “Viskok van het jaar 2017”, North Sea Chefs
- 2de plaats Europees kampioenschap Global Chef Challenge, Praag 2017
- 3de  plaats “ Prix culinaire Taittinger 2018”
- 1ste  plaats Ster van de Belgische keuken 2018, The mastercooks of Belgium
- 1ste plaats Global Chef Challenge European Selection – Rimini 2019
- 2de plaats Nationale selectie Bocuse d'Or 2019
- 1ste plaats Nationale selectie Bocuse d'Or 2020
- 10de plaats Europese finale Bocuse d'Or Budapest, Hongarije - 2022 + kwalificatie Wereldfinale 2023
- 5de plaats wereldfinale Global Chef Challenge, Abu Dhabi 2022
- Deelname Wereldfinale Bocuse d'Or, Lyon, Frankrijk - Januari 2023

## Website
- www.restaurant-maste.be